# Heo Jun-Nyung
Heo Jun-Nyung (10 de mayo de 1987) es un deportista surcoreano que compitió en taekwondo. Ganó una medalla de bronce en el Campeonato Mundial de Taekwondo de 2005, y una medalla de oro en los Juegos Asiáticos de 2010.

## Palmarés internacional
| Campeonato Mundial | Campeonato Mundial | Campeonato Mundial | Campeonato Mundial |
| Año                | Lugar              | Medalla            | Categoría          |
| ------------------ | ------------------ | ------------------ | ------------------ |
| 2005               | Madrid (España)    | Medalla de bronce  | +84 kg             |
| Juegos Asiáticos   |                    |                    |                    |
| Año                | Lugar              | Medalla            | Categoría          |
| 2010               | Cantón (China)     | Medalla de oro     | +87 kg             |